# Crónica de Reus
Crónica de Reus: periódico político de noticias y avisos é intereses generales va ser un diari reusenc de tendència liberal conservadora que va sortir de l'1 d'octubre de 1882 al 27 de febrer de 1887.

## Història
El propietari i fundador era Marià Pons i Espinós, membre del Partit Liberal Conservador, que el va dirigir un temps. El va substituir en la direcció quan va ser nomenat governador, Josep Vilanova i Vila.
Des del primer número es mostren crítics amb Sagasta, líder del partit: "¡Ah! A nosotros no ha podido engañarnos don Práxedes. Le conocemos […] Si se quiere ensayar otra política distinta que la que pertenece al Partido Liberal Conservador, venga en hora buena, franca y abiertamente practicada. Nosotros la aplaudiremos, si ella garantiza […] la integridad de la patria, la libertad del ciudadano, el derecho común y la paz pública"
Els diumenges inicia la publicació d'una "Hoja literaria de la Crónica de Reus" on hi col·laborava Bonaventura Vallespinosa Sistaré, i que té poca durada. Publica també fulletons i un monogràfic dedicat a la inauguració del Teatre Fortuny.
Fa constants crítiques a la política municipal (en aquells moments un ajuntament liberal-possibilista), i manté picabaralles amb altres publicacions de la ciutat, sobretot amb el diari republicà Les Circumstàncies. Un dels principals polemistes des de les pàgines de la Crónica de Reus va ser Antoni Pascual Vallverdú, ex-alcalde conservador. L'1 de març de 1887 es fusiona amb el Diario de Reus, de la mateixa ideologia, i desapareix.
El 1896 va aparèixer Crónica Reusense que es va definir com a continuadora de Crónica de Reus.

## Aspectes tècnics
S'imprimia a la "Imprenta La Crónica" en un primer moment, després passà a la "Imprenta Española" i el 1884 a "Imprenta La Crónica de P. Bofarull", en format gran foli, i quatre pàgines a quatre columnes. Oferia informació política local i estatal i notícies diverses locals

## Localització
Una col·lecció a la Biblioteca Central Xavier Amorós de Reus